# Colledimezzo
Colledimezzo (Còlle in abruzzese) è un comune italiano di 423 abitanti della provincia di Chieti in Abruzzo, facente parte dell'unione dei comuni montani del Sangro.
Il nome è dato dalla disposizione del colle Castellano, ove è sorto il centro abitato, che si trova, appunto, tra due colli attigui, Monte Butino e Monte Rinello.

## Storia
Il nome deriva dal colle ove tutt'intorno è sito il paese (il colle sta appunto nel mezzo), colle ov'era il castello del feudatario e ove sorge la chiesa di San Giovanni Apostolo ed Evangelista.
Il paese pare fondato all'incirca nel X secolo, anche se in località Fiumali sono stati ritrovati suppellettili di età romana.
Una tradizione popolare vuole che il paese fosse sito sul vicino Colle Butino, ma accertamenti storici hanno appurato che il loco vi fu un altro paese distrutto dal terremoto del 1456, ma è più attendibile che, a causa di questo evento, la popolazione di Colledimezzo si accrebbe della popolazione di Colle Butino.
Tra il 1160 ed il 1165, in epoca normanna, il paese risulta feudo di Rainaldo di Aniba e risulta chiamato Colle de Menso e da un censimento dell'epoca risulta abitato da circa 24 famiglie.
Nel periodo angioino-aragonese (XIII-XV secolo) il paese subisce molti passaggi feudali tra vari signorotti fino a che nel 1462 divenne possedimento insieme ad altri 12 feudi della contea di Monteodorisio come possedimento della famiglia D'Avalos fino all'eversione del feudalesimo (1806).

### Simboli
Lo stemma del comune di Colledimezzo è stato concesso con decreto del presidente della Repubblica del 22 giugno 2005.
(D.P.R. 22.06.2005)
Il gonfalone è un drappo di giallo con la bordatura di azzurro.

## Monumenti e luoghi d'interesse

### Architetture religiose

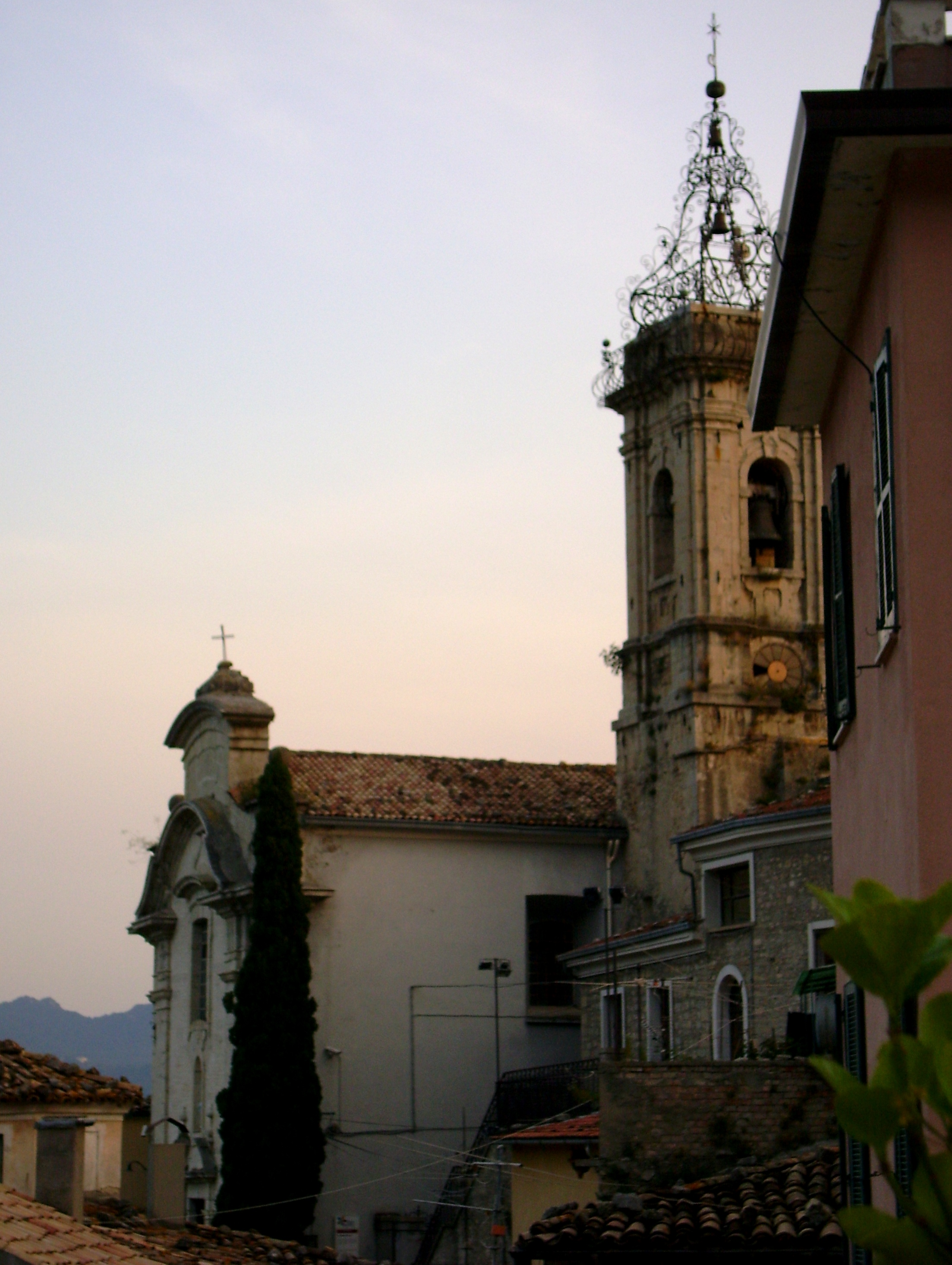
La chiesa di San Giovanni

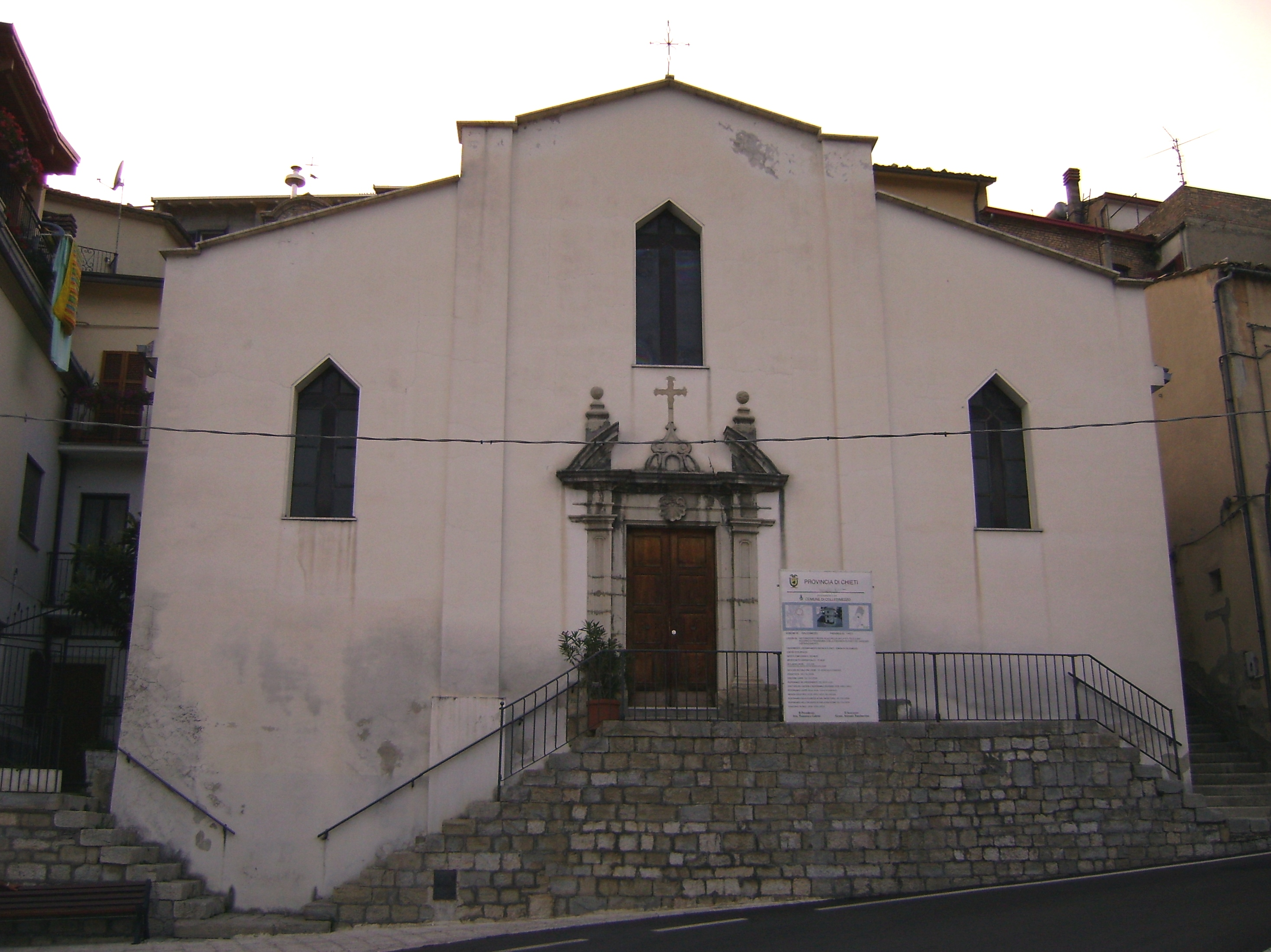
Chiesa di San Rocco

- La chiesa di San Giovanni Evangelista e Apostolo, così come la vediamo oggi, ha subito degli ampliamenti tra il 1737 ed il 1748 e nei decenni scorsi. La chiesa è la principale del paese ed è ad unica navata. Gli affreschi e dipinti sono stati realizzati dal pittore settecentesco teatino (cioè di Chieti) Donato Teodoro. Il pulpito ligneo è sito alla sinistra della navata, mentre il coro ligneo, dietro l'altare è composto di 11 stalli, 1 per ogni membro della congregazione del SS. Sacramento, confraternita di laici costituita nel Seicento[7]. Famoso è il dipinto di Tanzio da Varallo raffigurante la Madonna col Bambino[8].
- La chiesa di San Rocco è sita in Piazza Vizioli. L'interno è a 3 navate, le pareti sono affrescate da artisti locali. Il campanile è nascosto dalle case tutt'intorno. Normalmente viene aperta durante le funzioni estive. Il portale d'accesso è decorato tutt'intorno con travertino[7].
- La chiesa di Sant'Antonio è sita presso il cimitero. L'acquasantiera è l'unico brandello rimasto della chiesa del XVIII secolo, ma questa chiesa è, a sua volta, sita sul luogo di una chiesa preesistente di Santa Maria del Casale che fu smembrata per realizzare la chiesa di San Rocco. La chiesa attuale fu rimaneggiata dopo il bombardamento della Seconda guerra mondiale e di un restauro recente. La chiesa così come si presenta oggi ha la facciata in tardo-neo-romanico[7].

### Castello D'Avalos
Il castello di Colledimezzo è sito nel centro storico del paese, accanto alla chiesa parrocchiale. Quello che si vede oggi del castello è sede del centro culturale, ma è quasi impossibile comprendere gli impianti originari dopo il recente restauro anche se attualmente l'edificio si trova in buono stato di conservazione. La facciata è realizzarta in pietra sbozzata e ciottoli interi e lavorati in una struttura muraria irregolare. Gli stipiti, gli archi e gli architravi delle finestre e delle porte, così come il cornicione sono imbiancati ed intonacati.

### Monumenti commemorativi
- Il monumento ai Caduti è stato inaugurato nel 1984. È sito presso la pineta della scuola materna di via Roma e raffigura un soldato (in bronzo) che impugna un fucile (pressoché in grandezza naturale) sopra un piedistallo con una targa con il consueto elenco di paesani caduti nelle guerre[7].
- Il monumento a Padre Pio invece è stato inaugurato il 23 giugno 2000 ed è anch'esso è una statua bronzea raffigurante il beato con le braccia aperte a mo' di benedizione[7].
- Il Monumento a Marisa di Nardo è stato realizzato nell'ottobre 2004 in ricordo della signora di Colledimezzo Marisa di Nardo, vittima dell'attentato alle torri gemelle a New York. Il monumento, in piastrelle dipinte, raffigura le torri gemelle con la bandiera statunitense, la statua della libertà ed una foto della vittima[7].

### Aree naturali

#### Lago di Bomba
Colledimezzo è legata al lago e dal paese esso è facilmente raggiungibile, perché ci si trova sopra. Colledimezzo nel lago possiede un rifugio con campo sportivo all'aperto.

## Società

### Evoluzione demografica
Abitanti censiti

### Tradizioni e folclore

#### Feste
- 17 gennaio: S. Antonio Abate
- 3 febbraio: Festa di S. Biagio
- 13 giugno: Festa di S. Antonio da Padova
- 4 agosto: Festa dell'Assunta
- 5 agosto: Festa di S. Rocco

## Amministrazione
| Periodo        | Periodo        | Primo cittadino     | Partito                                                         | Carica  | Note          |
| -------------- | -------------- | ------------------- | --------------------------------------------------------------- | ------- | ------------- |
| 23 aprile 1995 | 14 giugno 2004 | Giulio Di Lello     | Lista civica di Centro (1995 - 1999) Lista Civica (1999 - 2004) | Sindaco | [ 11 ] [ 12 ] |
| 14 giugno 2004 | 25 maggio 2014 | Gionni Forchetti    | Lista civica Nuove Idee                                         | Sindaco | [ 13 ] [ 14 ] |
| 25 maggio 2014 | 26 maggio 2019 | Christian Simonetti | Lista civica Uniti per Colledimezzo                             | Sindaco | [ 15 ]        |
| 26 maggio 2019 | 9 giugno 2024  | Christian Simonetti | Lista civica Uniti per Colledimezzo                             | Sindaco | [ 16 ]        |
| 9 giugno 2024  | in carica      | Christian Simonetti | Lista civica Uniti per Colledimezzo                             | Sindaco | [ 16 ]        |

## Sport
Colledimezzo ha una squadra di calcio, A.S.D. Colledimezzo, che nel campionato 2010/2011 ha conquistato l'accesso al campionato provinciale di 2ª Categoria, dopo ben 26 anni dall'ultima promozione, grazie alle vittorie ai play-off sul Palena in semifinale e sull'Atletico Paglieta in finale.